# Erol Altunbay
Erol Altunbay (Mol, 1 oktober 1973) is een Belgisch filmproducent van Turkse afkomst en broer van acteur R. Kan Albay.

## Biografie
Altunbay ging in het Akademie Sint-Niklaas naar school. Van jongs af aan was hij al een filmfanaat en fotografeerde hij stillevens. In 1997 regisseerde en filmde hij zijn eerste film de ontmoeting. 
Altunbay werkte ook geregeld mee aan en filmde het Canvas-programma Bracke op vrijdag, het tv-een nieuws en de praatprogramma's Phara, De 7de Dag en Terzake.

## Films
- Genadeloos (2011)
- The Flemish Vampire (2007)
- Gangstas Hell (2007)
- Toothpick (2002)